# Martin Lewis Perl
Martin Lewis Perl, ameriški fizik, * 24. junij 1927, New York, ZDA, † 30. september 2014, Palo Alto, Kalifornija, ZDA.
Perl je leta 1995 prejel Nobelovo nagrado za fiziko za odkritje leptona tau.
1. 1 2  Find a Grave — 1996.
2. ↑  Muzej Solomona R. Guggenheima — 1937.
3. ↑  http://www.theguardian.com/science/2014/oct/23/martin-perl
4. ↑  Stanford's Martin L. Perl, winner of 1995 Nobel Prize for discovery of tau lepton, dead at 87 // Stanford News — 2014.
5. ↑  Martin Perl and the Tau Lepton — Ministrstvo Združenih držav Amerike za energijo.
6. ↑  NNDB — 2002.